# فيرجينيا جيلمور
فيرجينيا جيلمور (بالإنجليزية: Virginia Gilmore)‏ هي ممثلة أمريكية، ولدت في 26 يوليو 1919 في الولايات المتحدة، وتوفيت في 28 مارس 1986 بسانتا باربارا في الولايات المتحدة بسبب نفاخ رئوي.

## أعمال

### أفلام
- (1942) كبرياء اليانكيز

## وصلات خارجية
- فيرجينيا جيلمور على موقع IMDb (الإنجليزية)
- فيرجينيا جيلمور على موقع ألو سيني (الفرنسية)
- فيرجينيا جيلمور على موقع أول موفي (الإنجليزية)
- فيرجينيا جيلمور على موقع قاعدة بيانات برودواي على الإنترنت (الإنجليزية)
- فيرجينيا جيلمور على موقع قاعدة بيانات الأفلام السويدية (السويدية)
- فيرجينيا جيلمور على موقع قاعدة بيانات الفيلم (الإنجليزية)
- فيرجينيا جيلمور على موقع كينوبويسك (الروسية)